# 佐倉混声合唱団
佐倉混声合唱団（さくらこんせいがっしょうだん）略称：佐倉混声（さくらこんせい）は、千葉県佐倉市を拠点に活動するアマチュアの合唱団である。1985年、佐倉市民音楽ホールの完成と共に発足した佐倉室内オーケストラ合唱団を母体に、佐倉市唯一の混声合唱団として発足。当初より粟飯原栄子を常任指揮者に据え、常時10代から60代までの幅広い年齢層から約40名の団員が集まり活動している。
全日本合唱コンクールでは、平成4年度より11年間連続で千葉県代表として関東大会に出場。全国大会にも4度出場し、うち銀賞を2回受賞しており、千葉県を代表する合唱団として知られている。
現在はコンクール参加から離れ、より地域に結びついた活動を目指し、常任指揮者の粟飯原栄子を中心に、各種講習会の開催など、地元地域の合唱文化活性のための活動に取り組んでいる。
日本国内での演奏実績の少ない曲に精力的に取り組んでいることも、活動の特徴の一つである。また、松下耕への委嘱作品を初演するなど、新しい合唱作品の創出も精力的に行っている。

## 略史
- 1985年 佐倉室内オーケストラ合唱団を母体に、混声合唱団として独立。名称を「佐倉混声合唱団」として正式に発足。
- 1995年 エストニアよりエレルヘイン女声合唱団を招き演奏会を開催。
- 1996年 CHORAL SPACE 96（体験的・国際合唱コンクール）混声の部で2位入賞。 ラトビアより「ジンタルス女声合唱団」を招き演奏会を開催。
- 1999年 音楽之友社企画・製作「21世紀の合唱名曲選」レコーディング。
- 2004年 創立20周年記念・第15回演奏会開催。
- 2005年 東京混声合唱団演奏会にて協演。
- 2007年 千葉ユンゲルハーモニー、合唱団イクトゥスと共にジョイントコンサートを開催。
- 2008年 <現代の音楽展2008> 田中信昭　朝日現代音楽賞受賞記念演奏会 出演。
- 2009年 創立25周年記念・第20回演奏会開催。

## 主な初演作品
- 青島広志：市民オペラ『龍の雨』

印旛沼の伝説が題材。1988年初演
- 松下耕：混声合唱のための『八重山・宮古の三つの島唄』、混声合唱のための『奄美諸島の四つの民謡』
- 水野修孝：青春の想い
- 山本純ノ介：無伴奏混声合唱組曲II番 「Panta rei」～ 西行「捨てしをりの心」 ～